# Gran Acuerdo Nacional

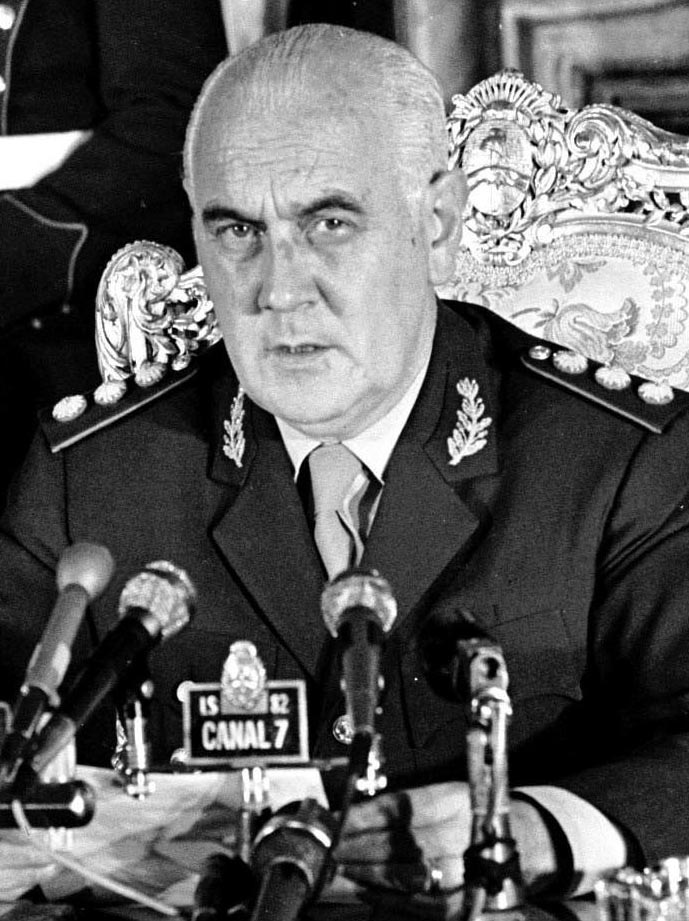
El dictador y presidente de facto Teniente general Alejandro Agustín Lanusse, líder de la dictadura autodenominada Revolución Argentina, 1972.

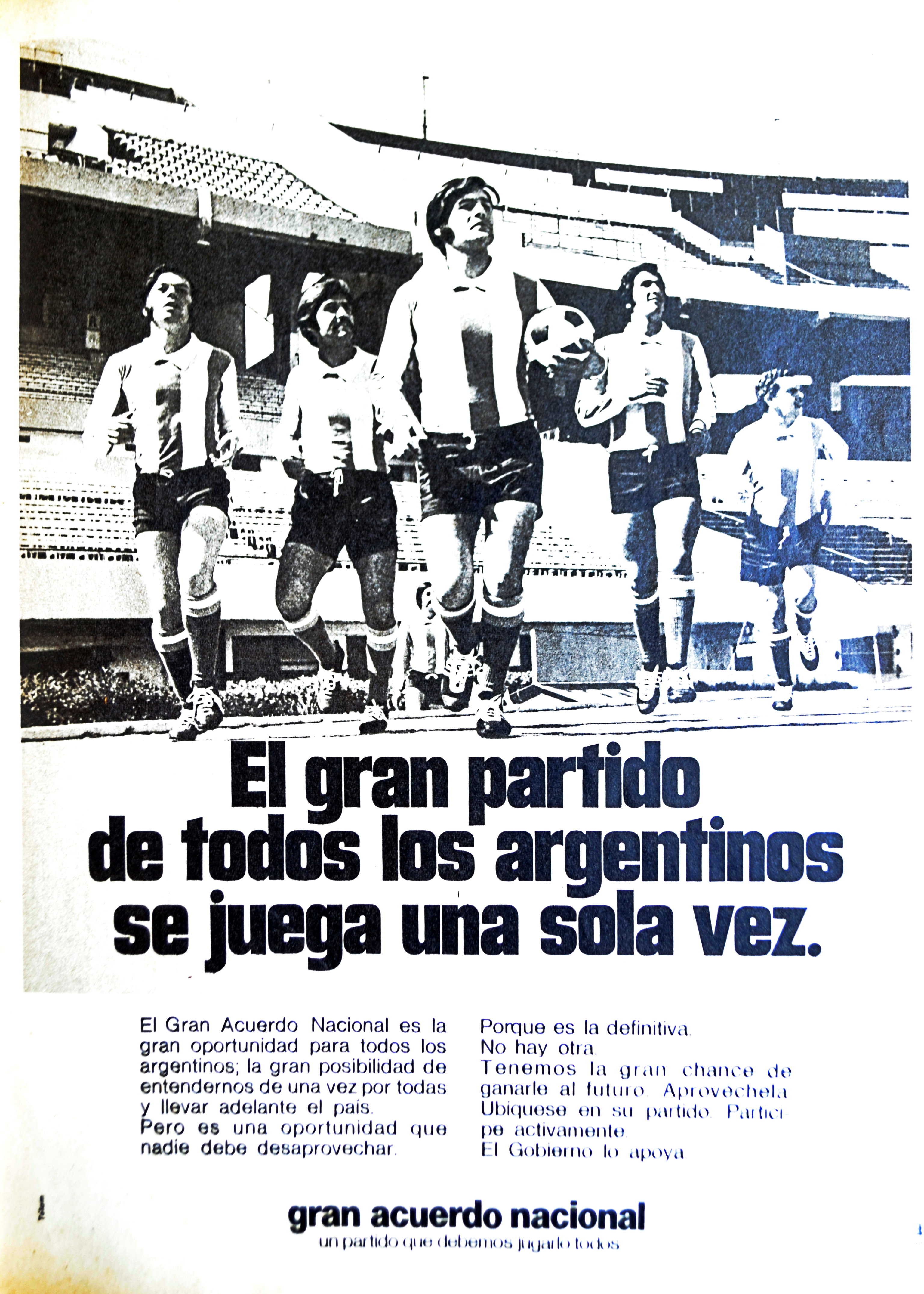
Publicidad del Gobierno en revista de la época, octubre de 1971.

Se denominó Gran Acuerdo Nacional o GAN a una propuesta política que dio a conocer a principios de julio de 1971 el dictador argentino Alejandro Agustín Lanusse, ante el agotamiento de la dictadura cívico-militar autodenominada Revolución Argentina (1966-1973), la cual encabezaba. En busca del acercamiento con la dirigencia política, el dictador proponía con el GAN un acuerdo entre los principales partidos a fin de restablecer las reglas de la democracia, afirmando también que se realizaría una convocatoria a toda la ciudadanía para que participara activamente en este proceso.

## Historia
En 1969, las Fuerzas Armadas debían optar entre una dictadura de imprevisibles consecuencias y una salida electoral controlada. En el transcurso de la Revolución Argentina se había podido comprobar que no era posible gobernar sin legitimidad y sin el consenso de las masas populares. En consecuencia, Lanusse, decidió establecer la actividad de los partidos políticos y anunció la celebración de elecciones generales, a corto plazo y sin proscripciones. Para asegurar que la retirada del ejército, en medio de una creciente impopularidad, se efectuara en las mejores condiciones, intentó subordinar el llamado a elecciones a la concreción prevista de un Gran Acuerdo Nacional (GAN) de todos los partidos políticos avalado por las FF. AA. Se trataba de garantizar la estabilidad de las instituciones mediante un acuerdo para una transición pacífica que impulsara la candidatura presidencial del propio Lanusse. La agitación generalizada contra el régimen, la negativa de Perón –exiliado en España- a negociar oficialmente con el gobierno las condiciones de la transición y la disconformidad de los sectores antiliberales del ejército debilitaron las tentativas acuerdistas.
En las fábricas de Córdoba se consolidó un sindicalismo combativo por fuera de las estructuras gobernadas por la burocracia y alternativo al corporativismo peronista. Esta nueva forma de organización de la clase obrera, con una desarrollada conciencia de sí y ubicada en una izquierda política no convencional, fue la base de una protesta social que irrumpió, el 29 de mayo de 1969, en Córdoba. El Cordobazo. A partir de entonces, nada sería lo mismo; el régimen de Onganía empezó a caer, al mismo tiempo que crecía una movilización política y social sin precedente, lo que en palabras de Gustavo De Amézola, podía describirse de la siguiente manera: "[...] la sociedad estará en presencia de un hecho nuevo: la crisis ya no solo de la legitimidad de origen (encarnada en los políticos), sino también de la de ejercicio (sostenida por la corporación militar)".
En noviembre de 1970, el peronismo, los radicales y algunos partidos menores formalizaron la coalición denominada “La Hora del Pueblo”, reclamando un proceso electoral “sin vetos ni proscripciones”. A fines de 1970 la mayoría de ellos firmó un documento, La Hora del Pueblo cuyos artíficies fueron Jorge Daniel Paladino, delegado personal de Perón y Arturo Mor Roig, veterano político radical, y que fue la base de su acción conjunta hasta 1973. Allí se acordaba poner fin a las proscripciones electorales y asegurar, en un futuro gobierno electo de manera democrática, el respeto a las minorías y a las normas constitucionales. Radicales y peronistas deponían las armas que tradicionalmente habían esgrimido y ofrecían a la sociedad la posibilidad de una convivencia política aceptable.
En marzo de 1971, Lanusse anunció el restablecimiento de la actividad política partidaria y la próxima convocatoria a elecciones generales, subordinadas a un Gran Acuerdo Nacional, sobre cuyas bases habían venido negociando los dirigentes de La Hora del Pueblo En noviembre de 1971, Peron relevó a Paladino – que había negociado hasta entonces los acuerdos con los radicales y los militares- y lo reemplazó por Héctor J. Cámpora, cuya principal virtud era la total subordinación a la voluntad del líder exiliado

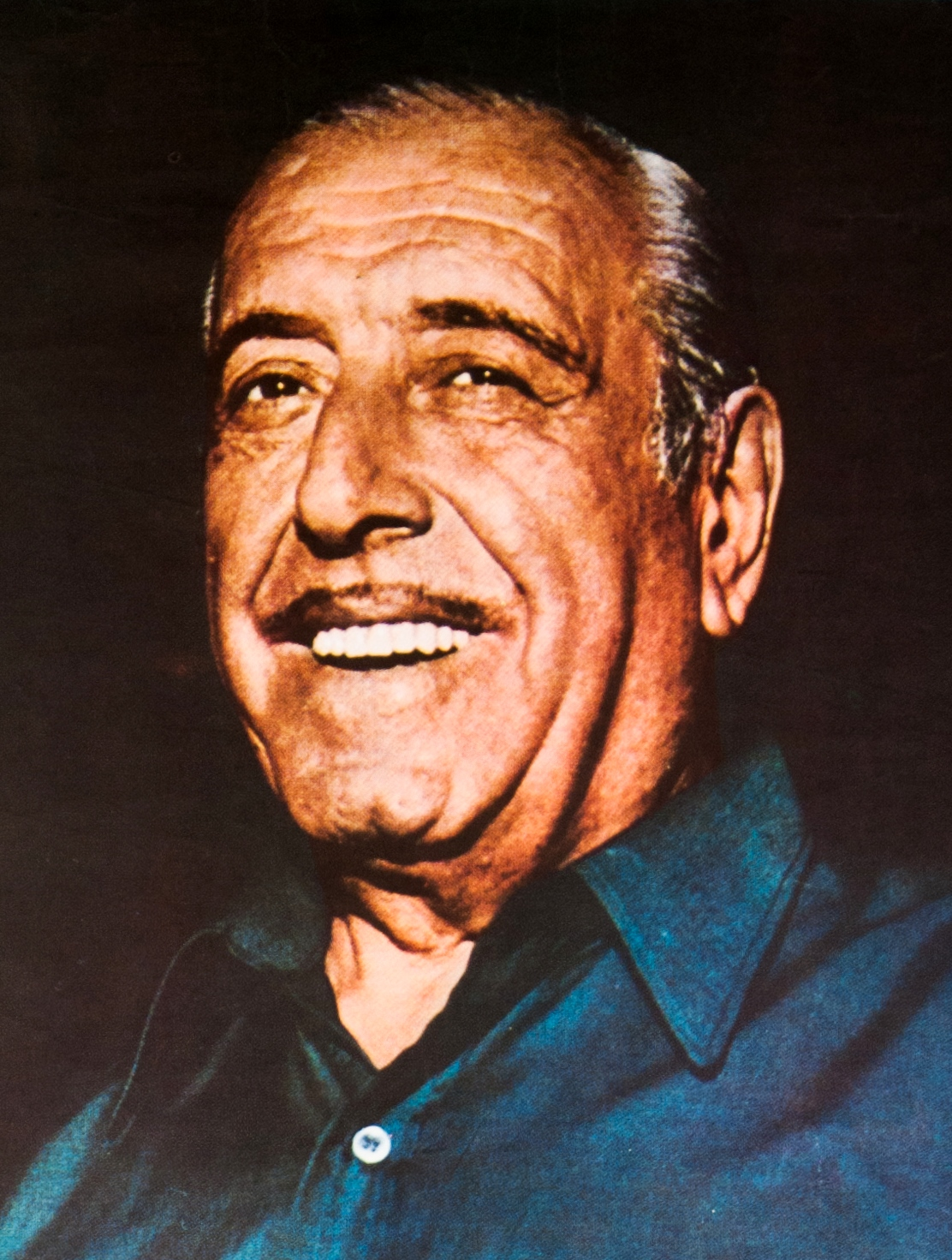
Héctor J. Cámpora, elegido presidente constitucional en 1973.

Para los militares, el GAN significó la posibilidad de encontrar una salida "honorable" para la Revolución Argentina y organizar la retirada de los militares del poder político. Para algunos sectores políticos, en cambio, el GAN daba paso a la normalidad constitucional, pero al mismo tiempo implementaba el objetivo del Ejército de mantener el control militar sobre el próximo gobierno electo.

La propuesta despertó oposición entre los peronistas y los liberales tradicionales, así como entre los sectores nacionalistas del ejército, encabezados por el exmandatario de facto Roberto Marcelo Levingston, quien acusó a Lanusse de "contrarrevolucionario". Por su parte Juan Domingo Perón, exiliado en España, rechazó la propuesta y organizó un frente político, el Frente Justicialista de Liberación Nacional (FREJULI)) encabezado por su delegado Héctor José Cámpora e integrado por el Partido Justicialista y el Movimiento de Integración y Desarrollo (MID), —cuyo líder, Arturo Frondizi, se había entrevistado con Perón en su residencia de Puerta de Hierro en 1972, con el objeto de convencerlo de formar un frente político conjunto— así como por conservadores populares y socialistas, desde el cual se exigió al gobierno el establecimiento de un calendario electoral sin proscripciones ni condicionamientos.

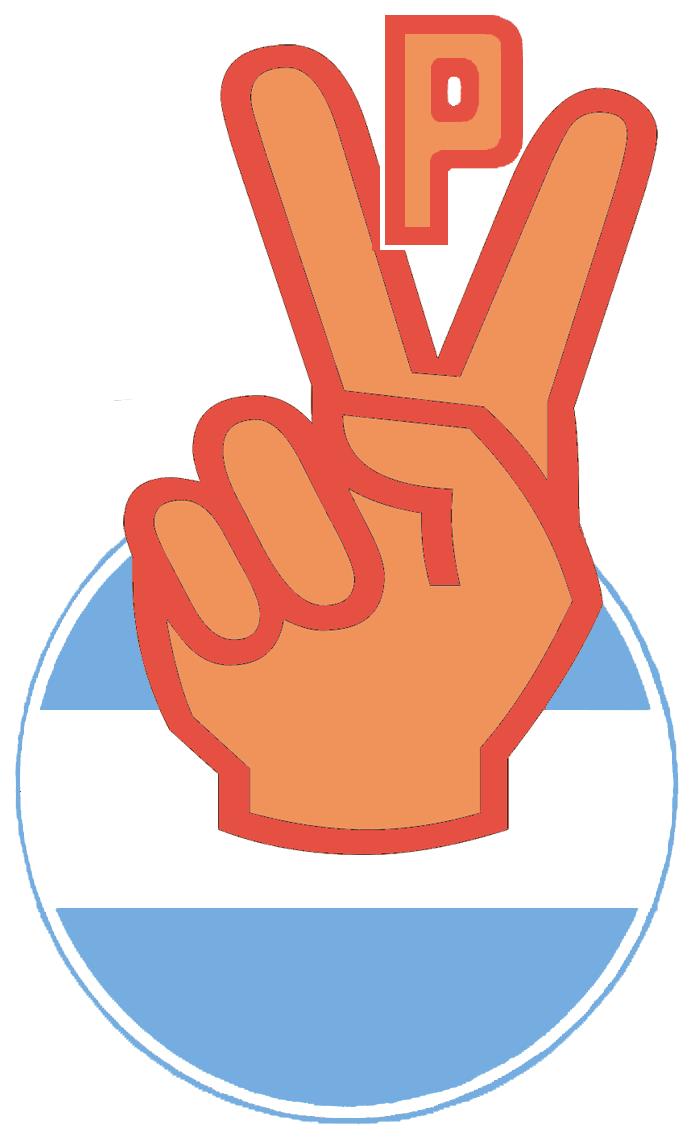
Logo del Frente Justicialista de Liberación Nacional (FREJULI).